# Charles Pêtre
Pour les articles homonymes, voir Pêtre.
Charles Pêtre, pseudonyme de Charles Pette, né à Metz le 27 mars 1828, et mort  à Bourges le 30 octobre 1907, est un sculpteur français associé à l’École de Metz.

## Biographie
Charles Pêtre suit les cours du sculpteur Armand Toussaint à l’École des beaux-arts de Paris. Il réalise les statues de la balustrade du théâtre de Metz en 1858.
L'artiste-statuaire adhère à la Société d'archéologie et d'histoire de la Moselle en 1859.
Il accède à la notoriété avec son Monument au maréchal Ney, inaugurée en 1860 sur l'Esplanade de Metz. Les commandes publiques et privées affluent alors. On lui doit notamment un Monument à Jeanne d’Arc en 1861 à Neufchâteau, un Monument à dom Calmet en 1865 à Commercy (statue détruite sous le régime de Vichy), la figure de Nymphe, dite aussi La Source en 1869 sur l'Esplanade de Metz, ou encore les bustes de Félix Maréchal et d’Émile Bouchotte.
Après l’annexion allemande, Charles Pêtre quitte Metz pour se fixer à Bourges. Il enseigne alors à l'École nationale supérieure d'art de Bourges que dirige le peintre Costard. En 1881, il réalise les bustes en bronze des graveurs Israël Silvestre et Ferdinand de Saint-Urbain de part et d'autre de la statue de Jacques Callot due à  Eugène Laurent, sur la place Vaudémont à Nancy.
Il fait partie de la seconde génération de l’École de Metz, foyer artistique actif entre 1840 et 1870. Il exposa plusieurs fois ses sculptures au Salon des artistes français à Paris.
Charles Pêtre meurt à Bourges le 30 octobre 1907.

## Galerie

Œuvres de Charles Pêtre
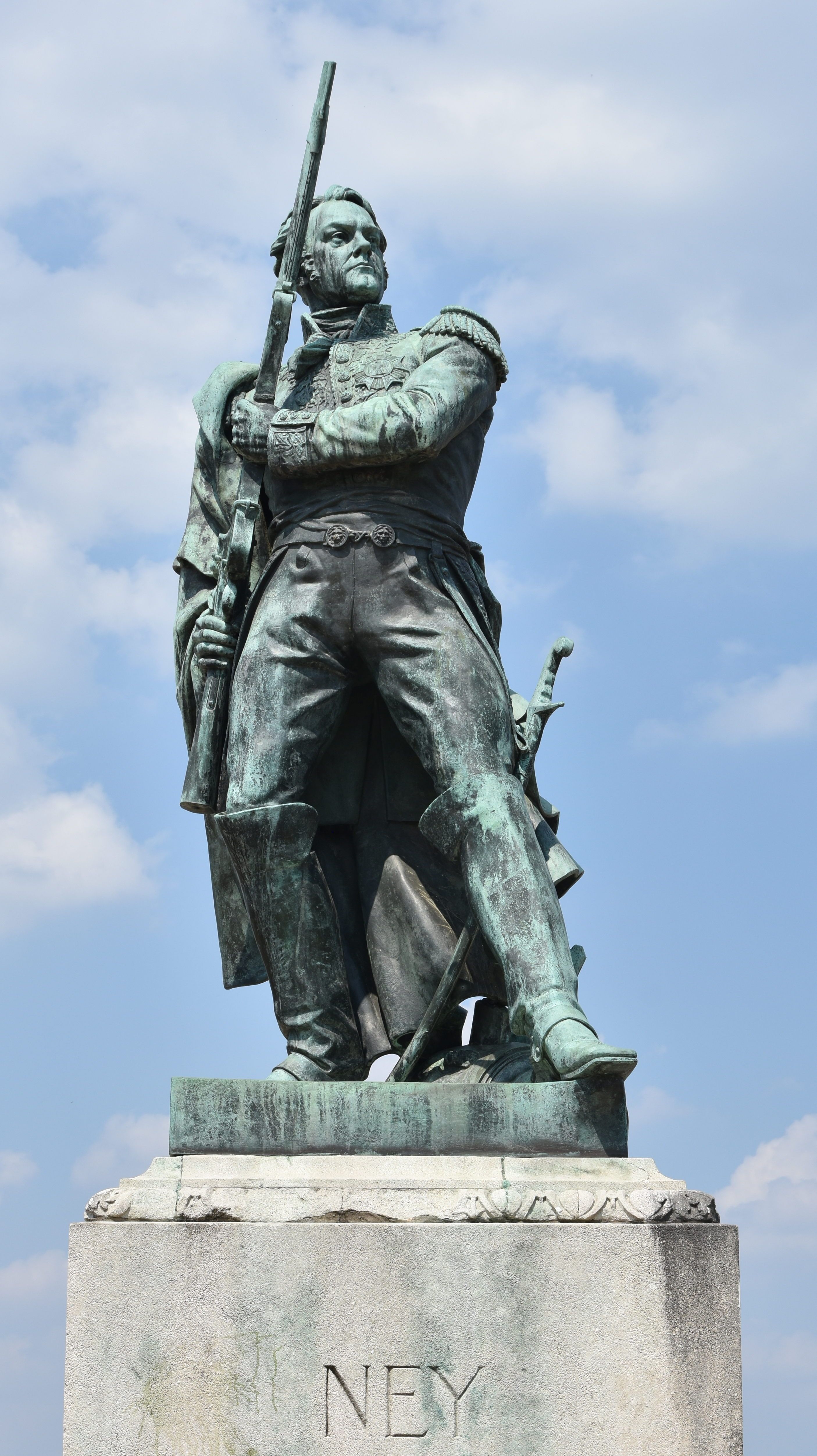
Monument au maréchal Ney (1860), Esplanade de Metz.
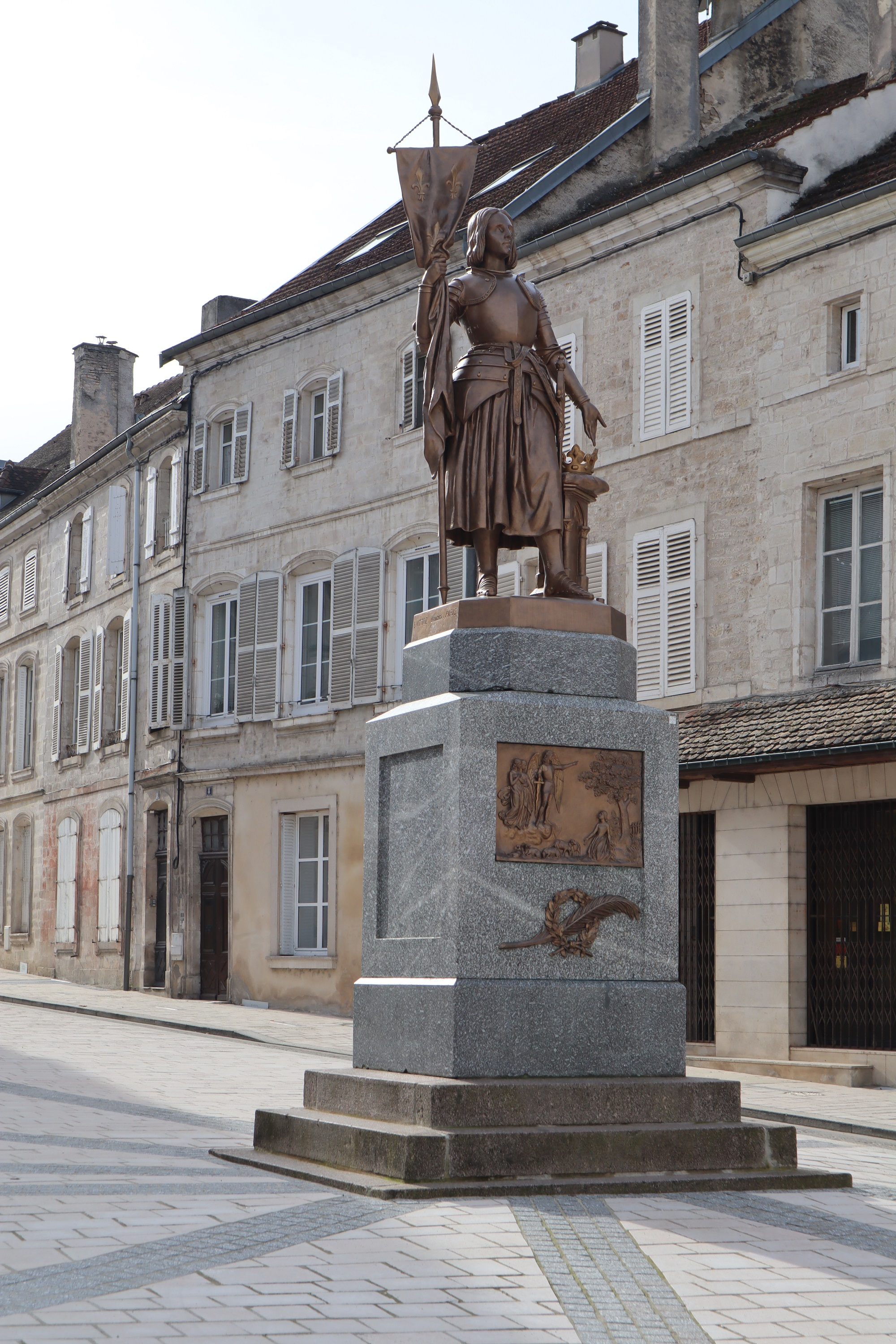
Monument à Jeanne d'Arc (1861), Place Jeanne d'Arc (Neufchâteau).
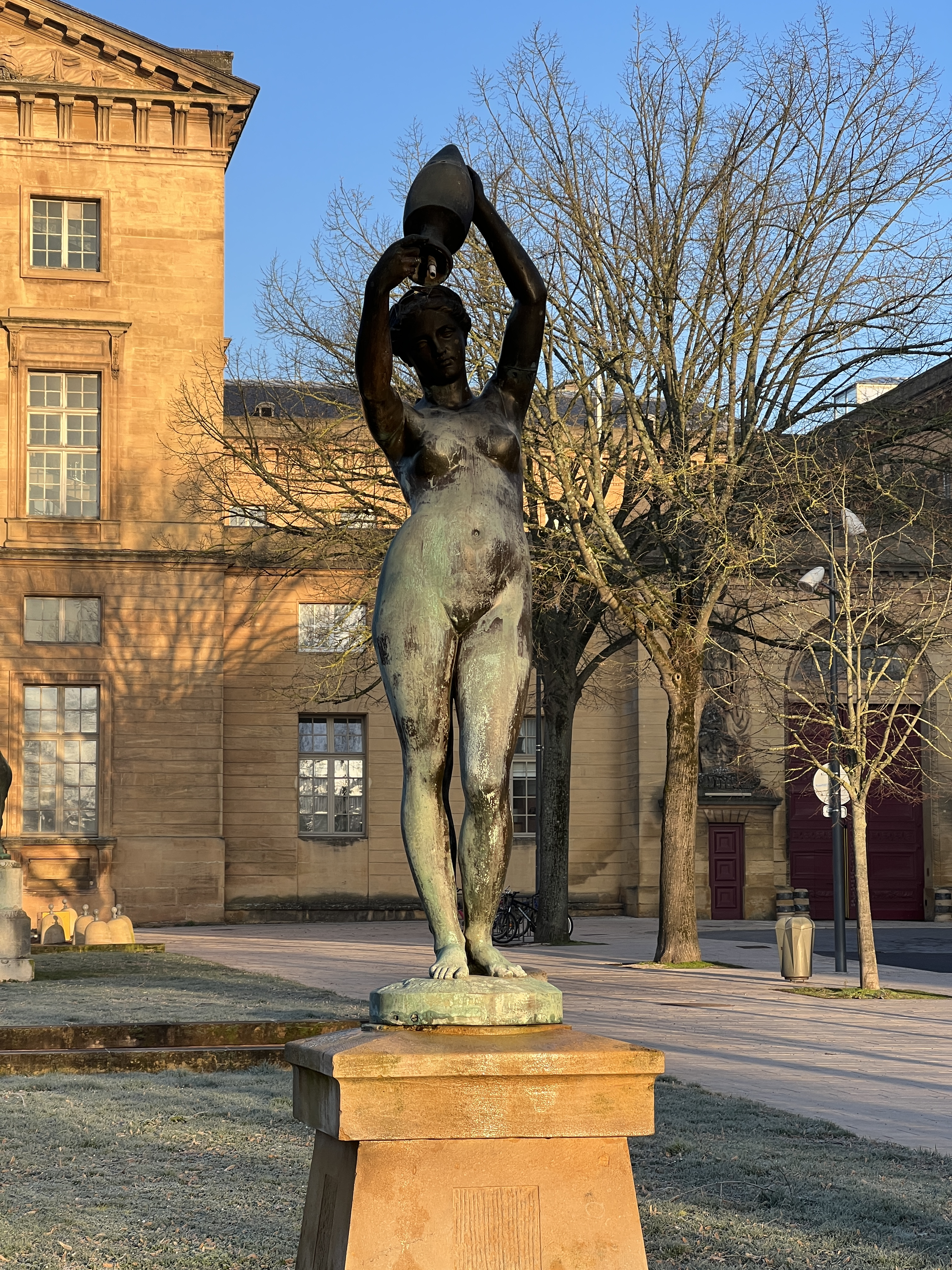
Naïade (1847), Esplanade de Metz.
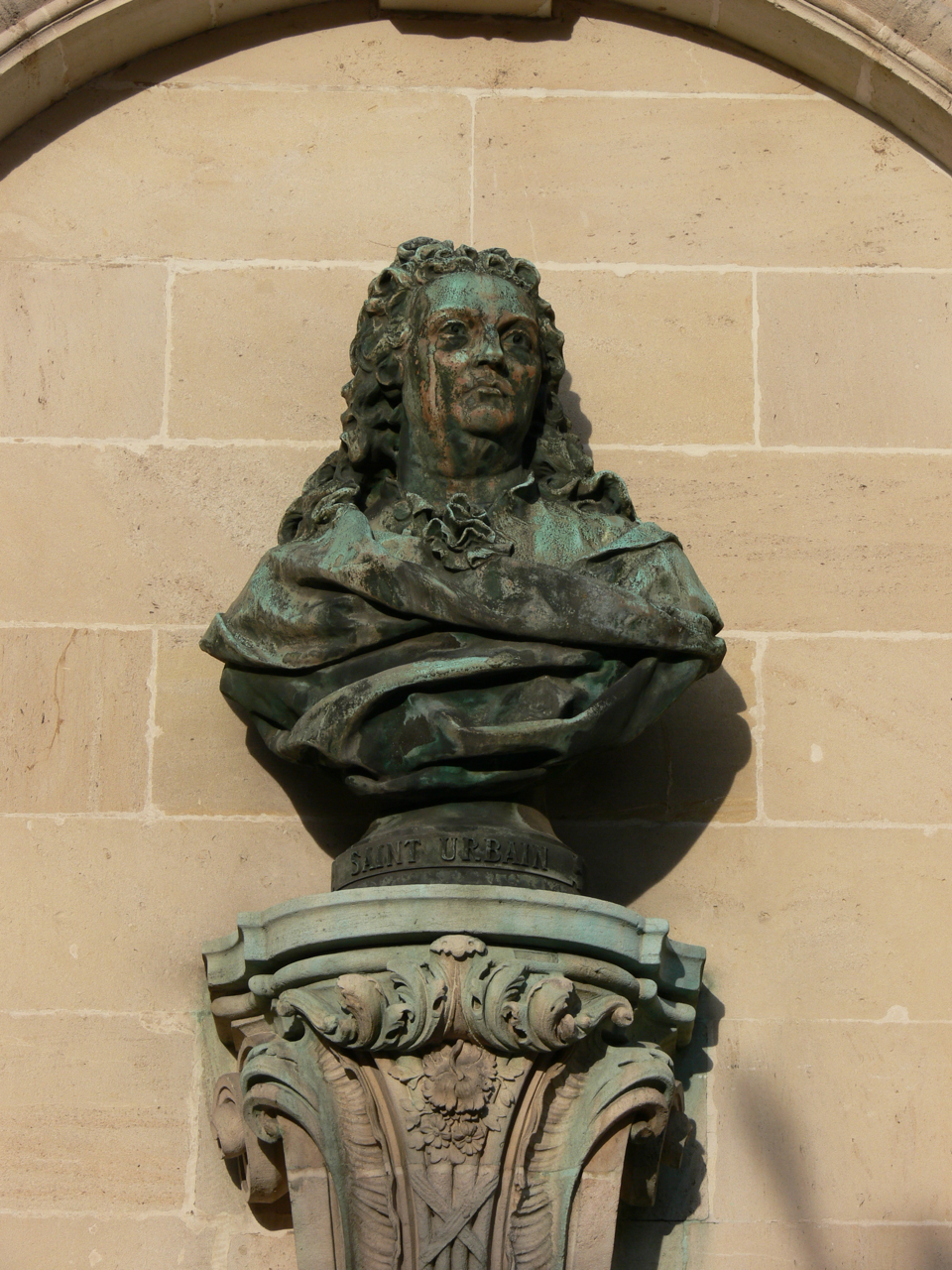
Ferdinand de Saint-Urbain (1881), place Vaudémont à Nancy.
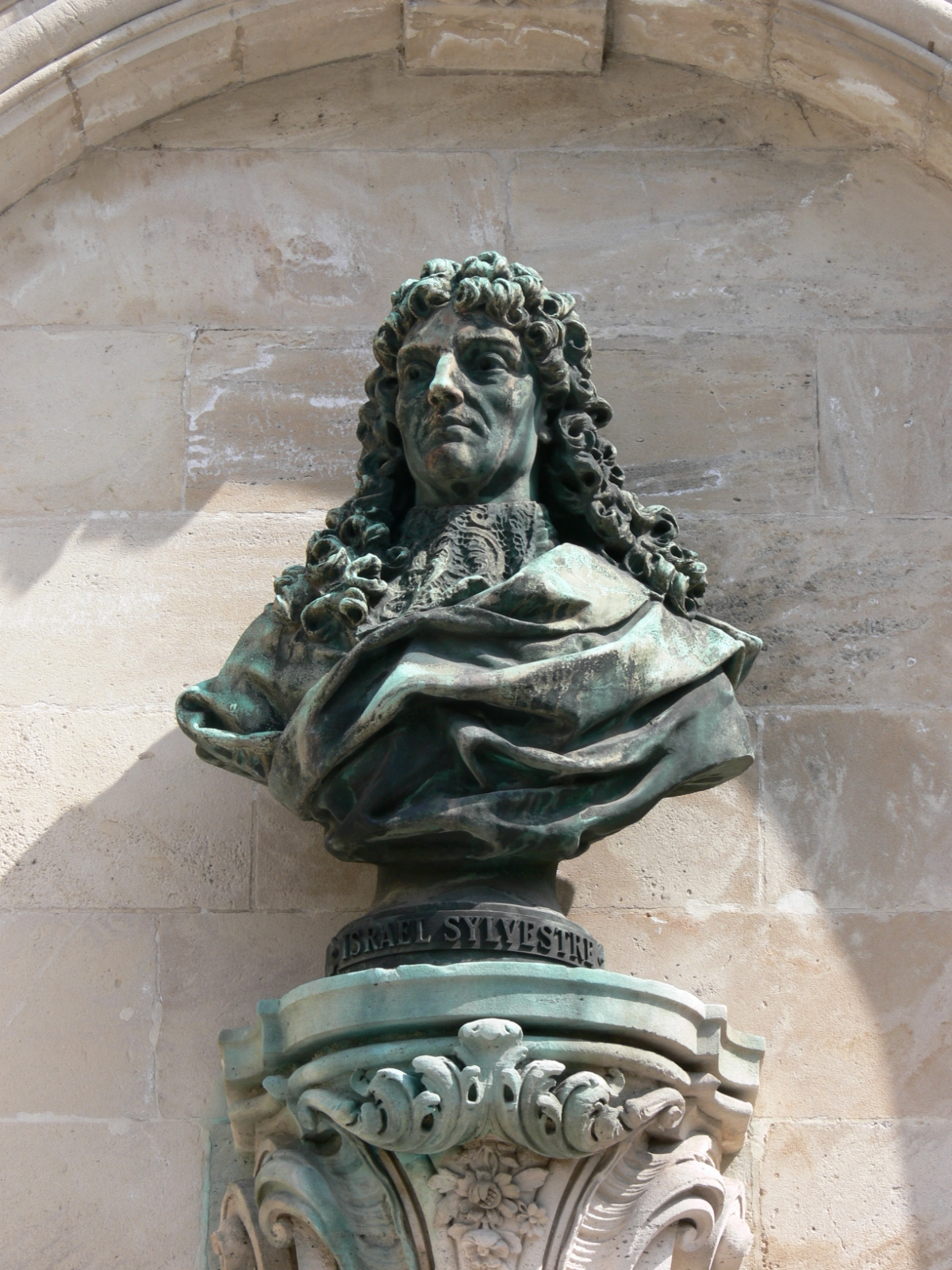
Israël Silvestre (1881), place Vaudémont à Nancy.

## Élèves
- Lucien Pénat (1873-1955), prix de Rome en gravure de 1902.